# Romanum decet pontificem
Não deve confundir-se com Decet Romanum Pontificem.

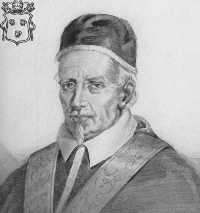
O Papa Inocêncio XII emitiu a bula Romanum decet pontificem em 22 de junho de 1692

Romanum decet pontificem (no incipit em latim: "beneficia o Pontífice Romano") é uma bula pontifícia do Papa Inocêncio XII (1691—1700) de 22 de junho de 1692, que bane o ofício de cardeal-sobrinho, limitando os seus sucessores a elevar a cardeal apenas um cardeal parente, eliminando diversas sinecuras tradicionalmente reservadas ao cardeais-sobrinhos e colocando um limite no estipêndio ou património financeiro que o sobrinho de um papa poderia receber, de 12 000 scudi.
A bula Romanum decet pontificem foi depois integrada no Código de Direito Canónico de 1917 nos cânones 240, 2; 1414, 4; and 1432, 1. Em 1694, a série de reformas de Inocêncio XII culminou com uma dispendiosa campanha para eliminar a venalidade dos ofícios por reembolso dos presentes detentores.
Todavia, depois da Romanun decet pontificem, só três dos oito papas do século XVIII não elevaram um sobrinho ou irmão a cardeal.